# والتر مارش
والتر مارش (آلمانی: Walter March; ۲۶ اوت ۱۸۹۸ – ۲۳ اوت ۱۹۶۹) معمار اهل آلمان بود.
از افتخارات وی میتوان به کسب مدال طلا طراحی شهری در بخش مسابقات هنری بازی‌های المپیک تابستانی ۱۹۳۶ اشاره کرد.